# 會津小鐵會
七代目會津小鐵會（日語：七代目会津小鉄会）總部設置在京都府京都市左京區，日本的指定暴力團（黑社會）之一。正式成員約40人（2022年12月）、勢力範圍：1道1府。活動區域在京都及北海道一帶，(滋賀在2016年已排除)。原「中島連合會」（1960年）。為六代目山口組的親戚團體。
1975年，被改编了到「三代目会津小铁会」，原中岛连合会会长图越利一就任了總裁。
2005年10月11日，六代目山口組組長司忍授與五代目會長图越利次舍弟盃。
2008年 馬場美次繼承六代目會長。
2017年2月 原代會長-金子利典繼承七代目。

## 歴代會長
- 初代：上坂仙吉
- 第2代：上坂卯之松（會津小鐵的名垂在第2代去世後，一度失傳中斷）
- 第3代：圖越利一（原「中島連合會」，之後改編傳承「會津小鐵」的名跡而使其復活）
- 第4代：高山登久太郎（高山徳太郎、本名：姜 外秀）
- 第5代：圖越利次（圖越利一的兒子）
- 第6代：馬場美次（元四代目中川組組長）
- 第7代：金子利典（本名：金 元）

## 下部團體
- 北海道：村田組
- 滋賀縣：中川組
- 京都府：篠原組、圖越組、寺村組、高峰組、心誠會

## 最高幹部
(2016)
- 總裁 - 馬場美次
- 會長 - 金子利典

### 執行部
- 會長代行 - 道原利光（三代目寺村組組長）
- 副會長 - 岡田 満（岡田會會長）
- 若頭 - 新原 徹（新原組組長）
- 本部長 - 楳村静雄
- 若頭代行 - 足立貴宏（三代目倉富組組長）
- 若頭補佐 - 金城隆志
- 若頭補佐 - 岡本信行

## 資料來源
1. ↑  .   [2013-11-02]. （原始内容存档于2013-10-18）.
2. ↑  .   [2017年5月6日]. （原始内容存档于2019年10月8日）.